# Бронштейн, Ехезкл
Ехе́зкл Бронште́йн (при рождении Хаскл Бронштейн, идиш יחזקאל אַ. מ. בראָנשטײן‎, англ. Ezekiel A. M. Brownstone, до отъезда из Канады — англ. Isaac A. M. Brownstone; 14 марта 1897, Новоселица, Хотинский уезд, Бессарабская губерния — 26 декабря 1968, Лос-Анджелес, Калифорния) — американский еврейский поэт, прозаик, литературный критик и редактор. Писал на идише.

## Биография
Отец — Арн-Мойше Бронштейн (отсюда инициалы «А. М.» между именем и фамилией писателя); мать — Ципра Бронштейн. В 1913 году эмигрировал с родителями в Канаду, где работал в Виннипеге, а по вечерам проходил курс философии. Был ведущей фигурой группы молодых еврейских литераторов Западной Канады. В 1919 году переехал в Лос-Анджелес, где жил до конца жизни. Состоял в профсоюзе кондитерских работников.
Дебютировал в 1917 году сборником «Блицн» (вспышки) — первой изданной в западной Канаде книгой на идише, и рассказами в газете «Канадер ид» (канадский еврей, Виннипег). В последующие годы публиковал поэзию и прозу в ряде периодических изданий на идише, в том числе «Идишер журнал» (еврейский журнал, Торонто), «Дер камф» (борьба, Торонто), «Идише арбетер-велт» (еврейский рабочий мир, Чикаго), «Унзер вег» (наш путь, Чикаго), «Цайтшрифт» (периодика, Чикаго), «Индзл» (остров, Бухарест), «Ди вох» (неделя, Брюссель), «Ундзер фрайнт» (наш друг, Тель-Авив), «Ди голдене кейт» (золотая цепочка, Тель-Авив), «Найе идише цайтунг» (новая еврейская газета, Мюнхен), «Лошн ун лебн» (язык и жизнь, Лондон), «Кием» (выживание, Париж), «Дер шпигл» (зеркало, Буэнос-Айрес), «Дос идише ворт» (еврейское слово, Виннипег), «Идише штиме» (еврейский голос, Лос-Анджелес), «Pacific» (Лос-Анджелес), «Дер американер» (американец, Нью-Йорк), «Дер хамер» (молот, Нью-Йорк), «Сигнал» (Нью-Йорк), «Моргн-фрайхайт» (утренняя свобода, Нью-Йорк), «Пролетаришер геданк» (пролетарская мысль, Нью-Йорк), «Идишер кемфер» (еврейский борец, Нью-Йорк), «Ди Цукунфт» (будущее, Нью-Йорк), «Фрайе арбетер штиме» (свободный рабочий голос, Нью-Йорк), «Ойфснай» (сызнова, Нью-Йорк). Писал как под собственным именем, так и под псевдонимами Ямб, Кохелес, И. Б., Шлоймэ Шойхетс.
Был редактором множества периодических изданий, в том числе «Лод анджелесер идишер бюлетин» (лос-анджелесский еврейский бюллетень), «Идише штиме» (еврейский голос), «Пролетаришер геданк» (пролетарская мысль), «Калифорниер идише лебн» (калифорнийская еврейская жизнь, квартальник), «Дер бехер» (чаша).
В книжной форме вышли сборники стихов, рассказов, драматургии, басен и литературной критики, а также переводы из современной японской поэзии (Янагивара Бякурэн, Акико Ёсано, Такэко Кудзё (1887—1928). Перевёл также «Стихотворения в прозе» Оскара Уайлда (1956).

## Семья
- Братья — врач Мендл Бронштейн (1892—1964), Зися (1893), Эрш (Герш, 1895), Шая (1898); сёстры Эстер, Либа (1890), Нехама (1900), Хана (1903), Хайка (1905)[6].
- Жена — Ита (Юдифь) Бронштейн. Дочь — Эвелин Хоген (англ. Evelyn Haugen, род. 1924)[7].

## Книги
- בליצען… פֿון דאָס קלײן מענטשעלע (блицн … фун дос клейн менчеле — всполохи… маленького человечка, стихи и проза). Виннипег: Israelite Press, 1917 (в этой книге автор указан как Isaac Brownstone).[8]
- מלחמה װעהען (милхоме вэйен — страдания войны, сборник рассказов Е. Бронштейна, М. Милера и Х. Гальского). Виннипег: Виннипег, 1918.
- צװײ װעלטן (цвей велтн — два мира: стихотворные сборники «אָנגעװאָרפֿענע בלומען» — набросанные цветы Ехезкла А. М. Бронштейна и «Солнце и грусть» Мордхе Милера). Виннипег: Виннипег, 1919 (в этой книге автор указан как Isaac A. M. Brownstone)[9].
- פֿון דער פֿרעמד (фун дер фремд — с чужбины, стихи и поэмы). Лос-Анджелес, 1929. — 128 с.[10]
- װאַגאַבונדיִאַדע (вагабундиадэ — вагабондиада, поэмы и стихи). Чикаго: М. Цешинский, 1935. — 130 с.
- לידער פֿון אַ װאַגאַבונד (лидер фун а вагабунд — стихи бродяги). Чикаго: М. Цешинский, 1940.[11]
- אימפּרעסיִעס פֿון אַ לײענער (импресиес фун а лейенер — впечатления читателя, эссе и рецензии). Чикаго: М. Цешинский, 1941. — 158 с.[12]
- צװישן טאָג און נאַכט (цвишн тог ун нахт — между днём и ночью, стихи). Лос-Анджелес: Дер Бехер, 1949. — 192 с.[13]
- געהײמשטאָט פֿון אַבֿרהם סוצקעװער («гехеймштот» фун Авром Суцкевер — «Тайный дом» Аврома Суцкевера). Мехико: Нахман Зайденвебер, 1952. — 64 с.[14]
- דרײַ פֿרױען פּאָעטן פֿון מאָדערנעם יאַפּאַן (драй фройен поэтн фун модернем япан — три поэтессы современной Японии, антология). Монреаль, 1952. — 48 с.[15]
- יאָ און נישט נײן (ё ун ништ нейн — да, а не нет, эссе и литературная критика). Лос-Анджелес, 1953 — 54 с.[16]
- אונטער אײן דאַך (унтер эйн дах — под одной крышей). Лос-Анджелес, 1956. — 207 с.
- אינאײנעם און באַזונדער (инейнэм ун базундер — вместе и порознь, стихи и проза). Тель-Авив: И.-Л. Перец-фарлаг, 1960. — 276 с.[17]
- פֿון אײגן הױז (фун эйгн хойз — из собственного дома, эссе и воспоминания). Тель-Авив: Менора, 1963. — 318 с.[18]
- אין פּרדס פֿון ייִדיש (ин пардес фун идиш — в саду идиша, сборник эссе). Тель-Авив: Менора, 1965. — 257 с.[19]
- פֿרײד פֿון יצירה (фрейд фун ецире — радость творения, стихи и проза). Тель-Авив: Менора, 1968. — 266 с.[20]